# Rosa Estruch Espinós
Rosa Estruch Espinós (San Juan de la Frontera, Argentina, 1915- València, 27 de juny de 1978), fou una mestra i política valenciana, regidora republicana i alcaldessa de la ciutat de Vilallonga, a la comarca de la Safor.

## Infància i joventut
Rosa Estruch Espinós va nàixer a San Juan de la Frontera (Argentina) el 1915, lloc al qual els seus pares, procedents de Vilallonga, havien emigrat en cerca de treball. Anys després van retornar al poble, però la situació econòmica els va fer emigrar novament, en aquesta ocasió a França. De retorn a Vilallonga, l'any 1936, Rosa Estruch es va dedicar a impartir classes de francès. Amb el triomf del Front Popular, va ingressar en el Partit Comunista i fou triada secretària general del Partit Comunista d'Espanya de Vilallonga.

## Guerra Civil i post-guerra
Durant la Guerra Civil va ser regidora de l'ajuntament de Vilallonga a proposta del sindicat UGT. Amb la incorporació a files de l'alcalde comunista Andrés Tarazona, Rosa Estruch va ser nomenada alcaldessa en ple context bèl·lic. D'aquesta manera es convertí en la primera alcaldessa de Vilallonga. Malgrat tot, la seua etapa com a batllessa tan sols va durar uns mesos. Finalitzada la Guerra Civil, va ser detinguda i empresonada a València, i l'interrogatori a què la van sotmetre la va deixar marcada per a tota la vida. Al març de 1940 la van jutjar en Consell de Guerra Sumaríssim d'Urgència, acusada de professar idees comunistes, d'auxili a la rebel·lió i de participar com a miliciana, cosa que li va suposar una condemna de quinze anys de presó. Amb un estat físic cada vegada més deteriorat, el seu cos va quedar immobilitzat i va esdevenir incapacitada per a poder-se valdre. La seua estada a la presó s'alternava amb períodes d'ingrés a l'Hospital Provincial de València.

## Reclusió a La Malva-rosa
Posada en llibertat sota presó atenuada el 1942, va romandre sota vigilància fins a 1951. Malgrat la seua invalidesa, Rosa Estruch va seguir amb la militància en la clandestinitat, col·laborant en la reorganització del PCE al País Valencià. El 1952, Rosa Estruch va tornar a ser encausada, la policia es va presentar a detenir-la, cosa que va resultar impossible a causa del seu estat d'invalidesa. El 1955 va ingressar al Sanatori de La Malva-rosa de València, on li prengueren declaració, ja que l'acusaven d'haver participat en la guerrilla. Davant la insistència perquè compareguera en el tribunal, va ser traslladada en llitera a la sala del judici. Novament la van internar en el sanatori amb vigilància policial. Després de l'informe del metge forense sobre la seua situació física, Rosa no va tornar a ser molestada.
La seua estada al Sanatori de la Malva-rosa de València, on va romandre fins a la seua mort, suposa una nova etapa en la vida d'aquesta republicana i comunista. Rosa Estruch era un referent per a les camarades que havien militat amb ella en la República i la guerra. De tal manera que finalitzada la dictadura, pel sanatori van passar contínuament a visitar Rosa, algunes de les militants republicanes i comunistes valencianes, com les germanes Paz i Ángeles Azzati, Pilar Soler, Ángela Sampere, María Soto, Alejandra Soler, Tomasa Cuevas o Ángeles Malonda. Els testimonis arreplegats, entre els quals destaca el de la seua camarada Joaquima Campos, ens conten com les dones del PCE en els anys seixanta visitaven Rosa. Per a elles representava un exemple de la lluita que les dones van realitzar en la defensa republicana. Rosa Estruch es va convertir en una de les icones femenines de la lluita antifranquista al País Valencià. Durant anys, les dones del PCE i del Moviment Democràtic de Dones valencià es van repartir les tasques d'assistència i suport a aquesta camarada, fins a la seua defunció el 27 de juny de 1978, després de vint-i-dos anys internada al Sanatori.
A la seua mort, l'any 1978, fou enterrada en una fossa comuna, amb –segons algunes dades– més de 10.000 cadàvers, i per això ha estat impossible, fins avui dia, descobrir les seues restes mortals per a poder tornar a ser enterrada a Vilallonga.

## Reconeixement i memòria
Al mes de gener de 2016 el Consell per la Dona i per la Igualtat de l'Ajuntament de València va decidir dedicar-li un carrer junt a altres 43 dones que no han tingut l'oportunitat d'obtindre el reconeixement al llarg de la història.
També a la població de Vilallonga se li va retre homenatge i el 14 de juliol de 2017 s'hi inaugurà el Raconet de Rosa Estruch Espinós, un espai públic que l'Ajuntament ha dedicat a qui va ser la primera alcaldessa de la localitat.